# August Scriban

August Scriban

August Scriban (n. 12 noiembrie 1872, Galați – d. 2 august 1950) a fost un lingvist român, licențiat în filologie și cu doctorat la Universitatea Martin Luther din Halle-Wittenberg, în Germania.
Este autorul unui sistem ortografic fonetic, caracterizat, printre altele, prin absența notării articolului hotărât -l și prin reintroducerea semnelor ŭ și ĭ (Ortografia românească, 1912).
Opera sa principală este Dicționaru limbii româneștĭ (Iași, 1939), bogat în regionalisme, folosit până târziu, mai ales pentru etimologii. A publicat Gramatica limbii românești (morfologia) pentru folosința tuturor (1925).
A fost fratele preotului Iuliu Scriban  și unchiul matern al chimistului Alexandru Balaban.

## Scrieri
- Hiatus, elision und synalöphe im rumänischen vers, publicat de E. Karras, 1903
- Gramatica limbii romînești (Morfologia): Pentru folosința tuturor, 203 p., Inst. de Arte Grafice „Viața romînească”, București, 1925
- Dicționaru limbiĭ româneștĭ (Etimologii, înțelesuri, exemple, citațiuni, arhaizme, neologizme, provincialisme), Editura "Presa Bună", Iași, 1939.